# Melophus lathami
El escribano crestado o pinzón copetón (Melophus lathami) es una especie de ave paseriforme en la familia Emberizidae nativa de Asia Meridional y Sudoriental. Se considera por lo general en su propio género monotípico, pero algunos taxónomos lo colocan en el género Emberiza.

## Distribución y hábitat
Habita en praderas secas en tierras bajas de Bangladés, Bután, China, India, Laos, Burma, Nepal, Pakistán, Tailandia y Vietnam.